# Новоалтајск
Новоалтајск (рус. Новоалтайск) град је у Русији у Алтајском крају. Према попису становништва из 2010. у граду је живело 70.438 становника.

## Становништво
Према прелиминарним подацима са пописа, у граду је 2010. живело 70.438 становника, 10.423 (17,37%) више него 2002.
| 1939. | 1959.  | 1970.  | 1979.  | 1989.  | 2002.  | 2010.  |
| ----- | ------ | ------ | ------ | ------ | ------ | ------ |
| 9.299 | 33.953 | 49.498 | 50.034 | 53.642 | 60.015 | 70.437 |